# Eutanyacra munda
Eutanyacra munda är en stekelart som först beskrevs av Kokujev 1909.  Eutanyacra munda ingår i släktet Eutanyacra och familjen brokparasitsteklar. Inga underarter finns listade i Catalogue of Life.